# Честер Карлсон
Честер Карлсон (англ. Chester Floyd Carlson; 8 лютого 1906 — 19 вересня 1968) — американський фізик та винахідник. Навчався у Каліфорнійському технологічному інституті. Працював патентним адвокатом, займався справами по збереженню авторських прав.
Честеру Карлсону належить право на винахід принципу електрографії або ксерографії, одного з основних винаходів XX століття.

## Особисте життя
Восени 1934 року Честер Карлсон одружився з Ельзою вон Маллон. Свою майбутню дружину він зустрів на YWCA-вечірці в Нью-Йорку. Про свій шлюб Карсон казав: «Нещасний період урізноманітнювався спорадичними втечами». Шлюб остаточно розпався 1945 року. Через 6 років Карлсон одружився вдруге з Доріс Елен Гаджінс.

## Винайдення ксерографії
Він є винахідником принципу електрографії або ксерографії, одного з основних винаходів XX століття.

Перша ксерокопія була зроблена 22 жовтня 1938 року в імпровізованій лабораторії, розташованій у підсобному приміщенні косметичного салону готелю «Асторія» в Нью-Йорку. На копії, яка зберігається в Смітсонівському інституті, значиться: «10-22-38 ASTORIA».
Довгий час Карлсон безуспішно намагався впровадити свій винахід, доводячи, що він є абсолютно необхідний для бізнесу. Йому скрізь відмовляли, посилаючись на те, що його винахід дуже громіздкий і сильно чорнить листи, окрім того, людина може значно краще виконати будь-яке завдання з копіювання. Карсон досяг успіху лише через 17 років, в 1944 у Battelle Memorial Institute, штат Огайо, де йому запропонували удосконалити технологію і навіть знайшли точне слово для назви даного процесу — «електрофотографія». Після чого ліцензію на подальшу розробку і виробництво копіювальних апаратів придбала фірма Haloid Company.